# Parachaeturichthys
Parachaeturichthys är ett släkte av fiskar. Parachaeturichthys ingår i familjen smörbultsfiskar.
Kladogram enligt Catalogue of Life:
| Parachaeturichthys | \| \| Parachaeturichthys ocellatus \| \| \| \| \| \| Parachaeturichthys polynema \| \| \| \| |
|                    | \| \| Parachaeturichthys ocellatus \| \| \| \| \| \| Parachaeturichthys polynema \| \| \| \| |
|                    | Parachaeturichthys ocellatus                                                                 |
|                    |                                                                                              |
|                    | Parachaeturichthys polynema                                                                  |
|                    |                                                                                              |